# 坪内士行
坪内 士行（つぼうち しこう、1887年8月16日 - 1986年3月19日）は、日本の演劇評論家、早稲田大学教授、戯曲家、振付師。女優・坪内ミキ子の父。

## 生涯
現在の愛知県名古屋市に生れる。坪内逍遥の兄・義衛の三男で、逍遥に子がなかったため7歳のときに養子となった。旧制早稲田中学校を経て、1909年（明治42年）早稲田大学文学部英文科卒業。その後、ハーバード大学に留学して演劇を学び、1915年（大正4年）に帰国。翌年、留学中深い関係となったアメリカ人女性マッグラルド・ホームズが後を追って日本に来た。しかし逍遥は士行に娶合わせるつもりで鹿嶋清兵衛の娘のくにを養女にしており、この関係を許さなかった。くにと結婚させることを諦めたものの、逍遥はホームズといっさいの面会を拒否し、士行も家を出て別居した。ホームズは異国になじめず、また認められないことの苦しみから2年ほどで1919年（大正8年）1月に去っていったという。その後ホームズは橋場歯科医師と結婚して渡米したが、女優を志願し再来日、1926年（大正15年）7月に日活映画に入社の話を進めている間に自殺未遂を起こして帰国、1928年2月に自殺した。
1918年（大正7年）には、「ハムレット」を西洋風に演出して帝国劇場で上演。
1919年（大正8年）、小林一三による宝塚音楽学校創立に関わった。同年3月、宝塚歌劇団1期生で宝塚歌劇団卒業生の雲井浪子と結婚したが、逍遥は士行の女性関係の乱れを目のあたりにしたことで、それまでの怒りが爆発、養子縁組を解消した。その後は宝塚歌劇団や東宝劇団の運営に関わった。
没後、2014年（平成26年）に宝塚歌劇の殿堂の最初に選出された100人で、演出スタッフのひとりとして妻・浪子とともに殿堂入りを果たしている。
後に金光教の教監教老となった佐藤一夫とは早稲田での同級生で親友であった。

## 著書

### 単著
- 『西洋芝居土産』冨山房、1916年5月。
- 『なすな恋』博文館、1916年11月。
- 『ハムレット及びハムレットの研究 帝国劇場上演台本』冨山房、1918年2月。
- 『旅役者の手記』新潮社、1918年9月。
- 『新歌舞劇十二集』宝塚少女歌劇団、1924年1月。
- 『舞踏及歌劇大観』東京堂書店、1925年12月。
- 『ダンス通』四六書院〈通叢書〉、1930年3月。
- 『妙国寺事変』鶴書房、1944年8月。
- 『坪内逍遥研究』早稲田大学出版部〈早稲田選書〉、1953年9月。
  - 『坪内逍遥研究』吉田精一監修、日本図書センター〈近代作家研究叢書 25〉、1984年2月。ISBN 978-4-8205-0335-4。
- 『新講シェイクスピア入門』京文社、1959年4月。
- 『越しかた九十年』青蛙房〈青蛙選書 52〉、1977年4月。

### 翻訳
- ドストエフスキー『不文律』ロ・アーヴィング脚色、南北社、1915年11月。
  - ドストエフスキー『不文律』ロ・アーヴィング脚色（改版）、南北社、1922年10月。
- スタンレー・ホートン『村の祭 （附）村の祭を中心としたる貞操問題』新潮社、1916年1月。
- イブセン『小さいアイヨルフ』早稲田大学出版部〈イブセン傑作集〉、1917年2月。
  - イブセン『小さいアイヨルフ』（復刻版）早稲田大学出版部〈イプセン傑作集 第4巻〉、1997年11月。ISBN 978-4-8205-9469-7。
- イブセン『野鴨』早稲田大学出版部〈イブセン傑作集〉、1917年11月。
  - イブセン『野鴨』（復刻版）早稲田大学出版部〈イプセン傑作集 第5巻〉、1997年11月。ISBN 978-4-8205-9470-3。
- イブセン『ヘッダ・ガブラー』早稲田大学出版部〈イブセン傑作集〉、1918年7月。
  - イブセン『ヘッダ・ガブラー』（復刻版）早稲田大学出版部〈イプセン傑作集 第6巻〉、1997年11月。ISBN 978-4-8205-9471-0。
- ジェー・エム・バリー『社会と階級』天佑社、1920年6月。
- モリエール『モリエール全集』天佑社、1920年12月。
- シェークスピア『シェクスピア劇物語』民風社、1948年1月。
- シェークスピア『真夏の夜の夢』童話春秋社〈少年少女世界名作文庫〉、1949年6月。
- チャールズ・ラム、メアリー・ラム『ラムのシエイクスピア物語』冨山房、1954年12月。

### 編著
- 『新訳沙翁警句集』東京毎日新聞社、1916年5月。
- 『シェイクスピア名言警句集』京文社、1959年5月。

### 共訳
- イブセン 著、坪内士行・島村民蔵 訳『ロスメルスホルム』早稲田大学出版部〈イブセン傑作集〉、1916年5月。
  - イブセン 著、坪内士行・島村民蔵 訳『ロスメルスホルム』（復刻版）早稲田大学出版部〈イプセン傑作集 第3巻〉、1997年11月。ISBN 978-4-8205-9468-0。

### 共編
- 坪内士行・木谷蓬吟・倉満南北・高谷伸共 編『京阪百話』日東書院、1933年7月。